# 李仲義
李仲義（1854年12月30日—1936年1月24日），臺灣實業家、大地主，清福建省泉州府人，少時隨父渡海，在清治臺灣鳳山萬丹（今屏東縣萬丹鄉萬後村）建立「鼎昌」商號，事業版圖跨足鹽、米、油、酒及新舊式糖部等，並與日本殖民政府關係良好，是日治臺灣下淡水溪以南的首富:39。

## 生平
李仲義少時讀過漢學，其父李珠英於同治元年（1862）渡臺，在東港經營花生小生意。二十歲時父亡，當時本家派其弟李仲清、堂弟李趖來臺找李仲義回鄉，但兩人反為李仲義所說服而留下，三人遂取鼎的三腳為象徵，建立了「鼎昌號」:141。鼎昌號主要商品為自產自銷的酒、油、糖，李仲義負責兜售與安排物流至臺南府城銷售:141，不下數年，即成為了萬丹當地富豪，並買下清廷萬丹縣丞署之地，當地人稱作大營李家。
甲午戰爭後，臺灣割日，李仲義採取與日本政府合作，日軍接管萬丹一帶時，即駐紮在「大營」內:142。因其安撫地方有功，作為回報，明治三十二年（1899），授配臺灣紳章，且日本人將包含今萬巒、來義等上千甲土地付與李仲義開墾:143。今日，屏東平原上多地仍保有「李仲儀農場」、「仲義寮」等地名，如萬巒鄉成德村忠義寮:101。李氏變成了屏東平原的大地主，資產高達五十萬圓，為名副其實的屏東首富:202。
在日本政府的鼓勵下，兼有蔗農地主、舊式糖部主及糖行主三重身分的李仲義也跨足新式製糖業。他在明治三十六年（1903）年出資與蘇雲梯等人成立屏東平原首間新式糖部「南昌製糖會社」，另外也成立了「豐昌製糖」，屬改良糖部，他在兩間公司都投資萬圓以上:199。但日本政府為維護本國商人利益，營運表現甚佳的「豐昌製糖」遭撤廢，最終由臺灣製糖所取代:206。
因叔父李抱來在大陸即受洗為基督徒，受其影響，李氏也在同治十三年（1874）受李庥受洗為基督徒，並曾捐獻土地與資金，是萬丹長老教會的創立者之一:39。教會事務也是李仲義下半生的生活重心，其人捐獻紀錄有萬丹禮拜堂、鹽埕教會及長榮中學等:256。
昭和十一年（1936），李仲義逝世，享壽八十二。

## 家族
李仲義恪守基督徒一夫一妻的規定，並無納妾，元配只生一女並於十八歲時死亡，故李氏領養兩子，為李崢嶸與李瑞雲，其中鼎昌商號的事務，由後者接管。大正年間續弦，娶長老石舜英為妻。
異母弟李仲清（1856-1910），在鼎昌號負責店面銷售，長子李明道（1888-1962）踏入政界，曾任高雄州協議會員、屏東市議會員等職:40。次子醫師李明家（1894-1971）。著名臺灣音樂教育家李淑德即為其侄李明家之女。